# 杉田水脈
杉田 水脈（すぎた みお、1967年〈昭和42年〉4月22日 - ）は、日本の政治家。
自由民主党所属の元衆議院議員（3期）、新しい歴史教科書をつくる会理事。旧姓は吉岡（よしおか）。元総務大臣政務官。

## 経歴

### 生い立ち
兵庫県神戸市垂水区に生まれる（現住所は防府市駅南町）。
「『泊瀬川（はつせがは）　流るる水脈（みを）の　瀬を早み　ゐで越す波の　音の清（きよ）けく（万葉集第7巻）』から父親が『水脈（みお）』と命名した」と述べている。
親和中学校・親和女子高等学校を経て、1990年、鳥取大学農学部林学科卒業。同年4月積水ハウス木造（1995年に積水ハウスへ吸収される）に入社、1992年4月より西宮市役所勤務。1993年に結婚。娘を出産。
2010年5月、西宮市役所を退職した。

### みんなの党から日本維新の会へ
2010年10月8日　みんなの党兵庫6区支部長に就任。　政治家を志したきっかけは、　みんなの党 渡辺喜美党首から、「国に来て一緒に仕事をしてみないか？」と直接声をかけられたことである。
2012年3月24日　大阪維新の会が維新政治塾を立ち上げると、杉田はこれに参加。同年9月28日、大阪維新の会が中心となり、自民党・民主党、みんなの党離党者の国会議員らが加わり「日本維新の会」を設立。同月、みんなの党へ離党届を提出。同年11月上旬、杉田は日本維新の会の第1次公募に応募した。11月17日、日本維新の会は1次公認を発表。杉田の兵庫6区公認が決まった。杉田は鞍替えについて「みんなの党と維新の会の政策はほぼ同じならば勝てる確率が高い方がと判断した。勝たなければ自分がやりたいこともできない」と説明した。
同年12月16日に行われた第46回衆議院議員総選挙に兵庫6区から日本維新の会公認で立候補し、自由民主党の当時新人の大串正樹、民主党の現職 市村浩一郎、日本共産党、日本未来の党の新人候補と争い、自民の大串に小選挙区で敗れたものの、日本維新の会が比例近畿ブロックで獲得した10議席に対し10番目ですべり込み、比例復活で初当選した。
2014年の日本維新の会分党に伴い、次世代の党結党に参加、国会対策副委員長と女性局長に就任。同年12月14日の第47回衆議院議員総選挙に兵庫6区から次世代の党公認で出馬し、落選。
議員落選中は、著作活動やネット番組出演、講演活動等と並行し、慰安婦問題について民間団体のなでしこアクションやトニー・マラーノ、藤木俊一（マラーノの日本側代理人）らと連携して国際連合ジュネーブ事務局で開かれている国連人権委員会の小委員会である女子差別撤廃委員会に出席し、クマラスワミ報告の撤回等を求めるスピーチを行うなどの活動をした。

### 2017年衆議院議員選挙
2017年の第48回衆議院議員総選挙に自由民主党から立候補することが決定した。同年10月10日、自民党は比例名簿を発表。杉田は比例中国ブロックにおいて、同ブロックの単独候補としては最上位（党内全候補者の中では17位）に登載され、2期目の当選を果たした。11月2日、細田派に入会。
2018年6月3日、自民党山口県連の大会が山口市内のホテルで開かれ、杉田の県連入りが決まった。杉田は新たに設立された「自由民主党山口県衆議院比例区第二支部」の代表に就任。事務所は山口市赤妻町に置かれた。

### 2021年衆議院議員選挙
2021年10月13日、山口3区現職の河村建夫は党本部に呼び出され、甘利明幹事長、遠藤利明選対委員長と面会。甘利と遠藤は、鞍替え出馬を図る元参議院議員の林芳正との差がダブルスコア以上も開き、立憲民主党の候補より劣るとする最新の情勢調査結果を示した。立候補見送りを迫り、その代わりとして長男で秘書の河村建一を比例中国ブロック単独で立候補させる案を提示した。河村は同日中に政界引退を決意し、党本部からの調整案をのんだ。10月15日、自民党は比例中国ブロックでの河村建一の公認を発表。
10月16日、自民党山口県連会長の岸信夫と県連幹事長の友田有は連名で、同党の遠藤選対委員長に要望書を提出。党本部が建一を比例中国ブロックの公認候補としたことについて「山口県連とは何ら関わりのない候補」などと激しく抗議し、「現職の杉田水脈氏を名簿上位搭載にご配慮をいただきますよう、強くお願い申し上げます」と求めた。岸の実兄の安倍は直接、遠藤選対委員長に杉田の上位登載を要求。電話で30分間自説を語った。
10月18日、自民党は比例名簿を発表。安倍、岸らの働きかけにより、建一は比例北関東ブロックからの出馬に急遽変更され、杉田が比例中国ブロック名簿に単独候補として、上から3番目に登載された（党内全候補者の中では19位）。
同年10月31日に行われた衆院選で自民党は比例中国ブロックにおいて6議席を獲得し、杉田は3選した。

### 総務大臣政務官
2022年8月12日、第2次岸田第1次改造内閣で総務大臣政務官に就任。
同年10月20日、東京高等裁判所は、伊藤詩織が杉田を名誉棄損で訴えた「いいね」訴訟において、伊藤の請求を棄却した東京地裁の一審判決を破棄し、杉田に55万円の賠償を命じた。11月1日、立憲民主党の塩村文夏は参議院内閣委員会で、杉田の政務官としての資質を追及。杉田は「『いいね』を押したのは事実か」との確認についても「（上告）裁判中の為、控えさせていただく」と答え、塩村への「答弁控え」発言は10回を数えた。その上で「しっかりと職責を全うして参りたい」と政務官続投を表明した。
同年11月30日、塩村は参議院予算委員会で、杉田の更迭を岸田文雄首相に求めたが、岸田は「人事は適材適所だ。政府の一員になった以上、政府の方針に沿って職責を果たしてもらう」と拒否した。同年12月2日、社民党党首の福島瑞穂は参議院予算委員会で、杉田の従前からの発言を「ヘイトスピーチ」と批判。「内閣の一員としてふさわしくない。更迭すべきではないか」と岸田に要求したが、岸田は「職責を果たすだけの能力を持った人物と判断した。政府の方針に従って職務に専念してもらう」と述べた。同日、杉田は上司の松本剛明総務大臣の指示により、発言の一部について謝罪、撤回した。同年12月27日、杉田は政務官の辞表を松本に提出し、受理された。

### 2024年衆議院議員選挙
2024年10月9日、自民党は衆議院議員選挙（10月27日執行）の第1次公認候補として、小選挙区265人、比例代表14人の計279人の擁立を発表した。自民党は同年の「政治資金パーティー収入の裏金問題」を受けて、同年4月に処分を受けた議員や支部長に限らず、関与した議員に対して比例区との重複立候補を不可とする決定を党本部が出した。杉田は自民党山口県連から比例中国ブロック候補として公認申請が出されていたが、党役職停止6か月間の処分を受けており（後述）、この第1次公認に杉田は含まれず、同様に比例区単独で擁立する予定であった尾身朝子、上杉謙太郎とともに処遇を改めて判断することとなった。
同月10日午前、法学者の前田朗、評論家の佐高信らが国会内で記者会見を開き、党が衆院選で杉田を公認候補としないよう求めるとともに、「人権侵害の常習犯。議員になる資格はない」との共同声明を発表した。
同日夜、杉田が比例単独候補としての立候補を辞退する意向を党幹部に伝えたことが明らかとなった。党執行部が名簿登載に慎重姿勢だったため。

### 2025年参議院議員選挙
2024年10月12日、山口市で記者会見し、2025年の第27回参議院議員通常選挙に比例区で立候補する意向を表明した。2025年3月8日、自民党は次期参院選比例区で杉田を公認すると発表した。同月21日に開かれた参議院予算委員会で、石破茂首相は杉尾秀哉の質問に対し、「杉田の差別発言を容認したわけではない」という趣旨の釈明をした。
2025年7月20日に行われた参議院議員選挙で、自民党は比例代表に特定枠2人を含め計31人の候補者を擁立し、12議席を確保。杉田は77,040票を獲得し、得票数21位（特定枠を含むと23位）で落選した。

## 人物

### 幸福の科学および統一教会との関係
- 2016年6月22日、杉田はアメリカのニュージャージー州で、幸福の科学の関連団体「ひまわりJAPAN」のメンバー達と会い、記念写真を撮ったことを自身のブログに投稿した[46][47][48]。メンバーの中には、幸福の科学ニューヨーク支部長であり「ひまわりJAPAN」のメンバーでもある田口義明が含まれており、記念写真にも写っていた[46][49][50]。
  - 上記の講演会の告知や幸福の科学のメンバーと会っていたことについて、ツイッターで指摘された杉田は、2016年8月5日午前8時54分にツイッターに「私はNJの慰安婦碑などに関する現状を知りたいということで、６月、在住邦人の方に集まっていただきました。その中に田口さんがいらしたです。田口さんが幸福の科学の方なのかどうかは存知ませんでした。」と投稿した[47]。
  - 続けて、杉田は同日午前9時7分にツイッターに『幸福の科学や統一教会の信者の方にご支援、ご協力いただくのは何の問題もないのですが、どうしても宗教団体の名前が出ると日本国内では過敏に反応して「バックに宗教団体がいるでは」と言った憶測が飛び交い、苦情や問い合わせが事務所にあります。ので、その都度このように否定します。』と投稿した[自己 6][51]。
- 2016年8月23日、幸福の科学の関連団体「ひまわりJAPAN」が主催する講演会「このままでいいのか、日本！」で、杉田は高橋史朗や徳永信一らと講演をした[52][53]。講演会の会場はニューヨークにある統一教会が所有するビルだった[52][54]。

### 統一教会との関係
- 2016年9月27日、統一教会幹部のペマ・ギャルポが総括を務めるイベント「第6回アジアの民主化を促進する東京集会」で杉田は基調講演を行なった[55][56]。ペマは統一教会の関連団体「国際宗教自由連合（ICRF）」日本委員会の副委員長、統一教会の関連団体「世界戦略総合研究所」の評議員である[57][58][59]。
- 2018年4月28日、杉田は田母神俊雄、今村洋史らとともに、統一教会幹部の阿部正寿が評議員、統一教会幹部のペマ・ギャルポが顧問を務める団体「呉竹会」の懇談会に出席した[60][61][62]。
- 2019年3月10日、統一教会幹部のペマ・ギャルポが会長を務める団体「アジア自由民主連帯協議会」が主催した「チベット決起60周年記念講演会」に杉田はメッセージを送った[63]。ペマはそのメッセージを読み上げた[63]。
- 2019年4月28日、杉田は熊本県で「青少年を守る家庭の在り方」と題した講演を行ったが、この講演会を主催した『KPF社会教育委員会（一般社団法人熊本ピュアフォーラム）』の事務局長を統一教会の関連団体「国際勝共連合」熊本県本部代表者の稲富安信が務めていること[64]から、ハーバービジネスオンライン誌が杉田に「熊本ピュアフォーラムが統一教会・勝共連合のダミー団体であることを認識しているのか」「統一教会・勝共連合・世界平和連合からの支援を受けているのか」などを質問したが、杉田は関係を否定した[65]。
- 2019年6月1日、杉田は和田政宗、今村洋史らとともに統一教会幹部の阿部正寿が評議員、統一教会幹部のペマ・ギャルポが顧問を務める団体「呉竹会」が主催した「呉竹会アジアフォーラム」に参加した[60][62]。
- 2019年07月12日、統一教会信者が多数参加し、演説会自体も同教団の政治団体関係者によって取り仕切られていた北村経夫の個人演説会に、杉田と下村博文が応援弁士として登壇した[66][67][68]。北村の個人演説会は参院選運動期間中の7月12日、埼玉県さいたま市大宮区のさいたま市民会館おおみや市民ホールで行なわれ、地下1階の受付ロビーには来場者を出迎える勝共連合関係者の姿があった[66]。ホール前方の席の一つには「FWP埼玉役員」と印字されたA4紙が貼り付けられていた[66]。FWPとは統一教会の政治組織・世界平和連合の略称であり、主に関係する政治家の後援会活動を行っている。その「FWP埼玉役員」と印字された紙が貼られていた席に座ったのは、統一教会東埼玉教区長の安榮燮だった[66][69]。
- 2021年12月12日に東京都内で統一教会の分派のサンクチュアリ教会が主要団体として参加した「北京五輪ボイコット推進集会・デモ実行委員会」のデモの中では杉田の応援メッセージが集会で読みあげられた[70]。
- 2022年5月22日、統一教会幹部のペマ・ギャルポと懇談したことや、ペマとの記念写真を、杉田はツイッターに投稿した[71]。
- 2022年8月15日、杉田は総務政務官の就任記者会見で、2016年の米ニューヨークでの講演について「会場が旧統一教会と関係ある施設だとご指摘をいただいたが、どのような施設か当時は存じ上げず、どのような経緯で使用されたのか把握していない」などと述べた[72]。また、2019年の熊本県内での講演について「現在も関係団体だったという事実は確認できていない。主催団体の役員の一人が旧統一教会の関係者だという指摘はいただいている」と説明し、「その団体が関係団体であるかどうかは、逆に誰が定義をされるんですかね。役員の一人でも関係者がいたら関係団体になるのかどうかの定義がわかりませんので、これ以上のことは申し上げられないということです」と自身の考えを述べた[72]。
- 2024年2月10日、杉田は田母神俊雄、有村治子、今村洋史、高須克弥、茂木弘道らとともに、統一教会幹部の阿部正寿が評議員、統一教会幹部のペマ・ギャルポが顧問を務める団体「呉竹会」が主催した「呉竹会大アジアフォーラム」に参加し、スピーチをした[60][62][73][74]。
- 2024年8月22日、統一教会幹部のペマ・ギャルポが会長を務める団体「アジア自由民主連帯協議会」が主催したシンポジウムで、杉田は松原仁とともに講演をした[75][76]。シンポジウムにはペマも参加し、統一教会の関連団体「世界日報」が取材し記事にした[76]。

### 実践倫理宏正会との関係
2014年、実践倫理宏正会の朝起き会に参加したことをツイッター上で2回で報告している。
- 2014年4月29日、ツイッターに「昭和の日の朝は実践倫理宏正会の記念朝起き会からスタートです。」と投稿した[自己 7]。
- 2014年11月30日、ツイッターに「今朝は駅立ちより早起きして、実践倫理宏正会の朝起き会です。昨夜は公開討論会が無事終了し、ホッとしています。お集まりいただいた皆さん、ありがとうございました。」と投稿した[自己 8]。

### 天照皇大神宮教との関係
- 前述の2019年07月12日に杉田が個人演説会で弁士として応援した北村経夫は、天照皇大神宮教の創始者北村サヨの孫であり、天照皇大神宮教の代表委員の息子であり、天照皇大神宮教の2代目教祖の弟であり、天照皇大神宮教の3代目教祖の叔父であり、天照皇大神宮教の支援を受けていた[77][78][79][80]。
- 2025年7月15日、杉田は北村経夫の個人演説会に出席した[81]。

## 政策・主張
極右論者で、人種主義者。保育所や学童保育、夫婦別姓やLGBTなどに関し、コミンテルンや共産党または共産主義勢力などが日本の核である家族を崩壊させ日本を弱体化させるために工作活動を仕掛けていると主張している。(詳細は後述の各項目を参照)。

### 憲法改正
- 日本国憲法の改正について、2012年・2014年・2017年に朝日新聞と東京大学谷口研究室が共同で実施した調査、および、2012年・2017年に毎日新聞が実施したアンケートで「賛成」と回答[83][84][85][86][87]。憲法9条については2014年の毎日新聞アンケートで改正に「賛成」、2017年の同アンケートで「改正し自衛隊を他国同様の『国防軍』にすべき」と回答[88]。
- 憲法改正または解釈変更による集団的自衛権の行使容認について、2012年の朝日・東大谷口研究室共同調査で「賛成」と回答し[83]、同年の毎日新聞アンケートで集団的自衛権の行使を禁じていた政府の憲法解釈を「見直すべき」とした[86]。2014年の朝日・東大谷口研究室共同調査では集団的自衛権行使容認の閣議決定について「大いに評価する」と回答[84]。
- 憲法の改正項目として、2012年の毎日新聞アンケートでは一院制の導入に「賛成」と回答[86]。2014年の朝日・東大谷口研究室共同調査では改正すべき「緊急事態条項」「憲法改正の手続」「戦争放棄と自衛隊」を挙げた[84]。2017年の毎日新聞アンケートでは緊急事態条項を設けることに「賛成」と回答[87]。

### 安全保障・治安
- 普天間基地移設問題について、2012年の毎日新聞アンケートでは移転先にふさわしいのは「名護市辺野古」と回答[86]。同問題を巡る日本政府と沖縄県の対立について2017年の毎日新聞アンケートでは「沖縄県が譲歩すべき」と回答[87]。
- 日本の核武装について、2012年の毎日新聞アンケートで「今後の国際情勢によっては検討すべきだ」[86]、2017年の同アンケートでは「検討を始めるべき」と回答[87]。
- 非核三原則について、2017年の朝日・東大谷口研究室共同調査では堅持に「どちらかと言えば反対」[85]、同年の毎日新聞アンケートでは三原則のうち「持ち込ませず」の見直しを「議論すべきだ」と回答[87]。
- 「治安維持のために個人の権利を制約にすること」について、2014年の朝日・東大谷口研究室共同調査では「どちらとも言えない」と回答した[84]が、2017年の同調査では「賛成」と回答[85]。
- 特定秘密保護法について、2014年の朝日・東大谷口研究室共同調査で成立を「どちらかと言えば評価する」[84]、同年の毎日新聞アンケートで「必要」と回答[88]。
- 平和安全法制について、2017年の朝日・東大谷口研究室共同調査では成立を「評価する」[85]、同年の毎日新聞アンケートでは「今の法制でよい」と回答[87]。
- 日本の防衛について、2014年と2017年の朝日・東大谷口研究室共同調査で強化に「賛成」、他国からの攻撃が予想される場合の先制攻撃に「賛成」と回答[84][85]。
- 組織犯罪処罰法の改正について、2017年の朝日・東大谷口研究室共同調査で共謀罪の位置づけを「評価する」と回答[85]。

### 外交
- 尖閣諸島国有化を巡る日本政府の姿勢について、2012年の毎日新聞アンケートで「評価する」と回答している[86]。
- 日本の国際関係について、2014年の朝日・東大谷口研究室共同調査で外交の優先順位は「まずアジア」より「まず米国」に「どちらかと言えば近い」と回答している[84]。
- 日本の対中国政策について、2012年の毎日新聞アンケートでは「対立を避ける努力をすべきだ」とした[86]一方、2017年の同アンケートでは「より強い態度で臨む」としている[87]。
- 日本の対北朝鮮政策について、2014年と2017年の朝日・東大谷口研究室共同調査で対話より圧力を優先することに「賛成」[84][85]。2017年の毎日新聞アンケートでは「対話ではなく圧力が必要」とする内閣総理大臣安倍晋三の方針について「適切」と回答[87]。
- 2017年の毎日新聞アンケートで、北方領土での共同経済活動について北方四島返還に「つながるとは思わない」、アメリカ合衆国大統領のドナルド・トランプについて「信頼できる」と回答[87]。

### 歴史認識
- 内閣総理大臣の靖国神社参拝について、2014年の毎日新聞アンケートで「問題ない」[88]、2014年と2017年の朝日・東大谷口研究室共同調査で「賛成」と回答している[84][85]。
- 「村山談話」および「河野談話」について、2014年の毎日新聞アンケートで「見直すべき」と回答[88]。かつて日本維新の会が党内に設置した「歴史問題検証プロジェクト・チーム」では事務局長を務めた[89]。
- 2014年2月3日の衆議院予算委員会で、「河野談話」について「反日の格好の情報発信源になっている」とし、談話を発表した当時の内閣官房長官だった河野洋平の参考人招致を要求した[90]。また、アメリカ合衆国カリフォルニア州のグレンデールに設置された慰安婦像について政府の対応を求め、外務大臣の岸田文雄は「高い政治レベルでこの問題をしっかり話し合うことも大変重要」と応じた[90]。
- 2014年10月17日、アパ日本再興財団による『第7回「真の近現代史観」懸賞論文』の最優秀藤誠志賞を受賞[91]。
- 慰安婦問題日韓合意で韓国側の反発が続いていることについて、2017年の毎日新聞アンケートで「政府が対抗手段に出た方がよい」と回答[87]。

### 経済・財政
- 消費税率8%および10%への引き上げについて、2012年の毎日新聞アンケートで「引き上げは必要だが時期は先送りすべき」と回答[86]。
- 2014年に内閣総理大臣の安倍晋三が消費税率10%への引き上げを先送りした判断について、同年の毎日新聞アンケートで「評価する」と回答[88]。同年の神戸新聞のアンケートでは「現時点での増税には反対」とし消費税率引き上げの前提として公会計改革や財政責任法、社会保障改革、道州制を含めた制度改革が必要と回答[92]。一方、同年の朝日・東大谷口研究室共同調査では「長期的には消費税率が10％よりも高くなるのはやむをえない」という意見に「どちらかと言えば賛成」と回答[85]。
- また、2017年の朝日・東大谷口研究室共同調査では、消費税率10%への引き上げを再度先送りした判断について「評価する」、長期的に消費税率を10％よりも高くすることについて「どちらかと言えば賛成」と回答[85]。
- 日本の財政について、2012年の朝日・東大谷口研究室共同調査で「当面は財政再建のために歳出を抑えるのではなく、景気対策のために財政出動を行うべき」との意見に「どちらかと言えば反対」と回答[83]したが、2017年の同調査では「どちらかと言えば賛成」に転じている[85]。
- 財政赤字について、2014年の朝日・東大谷口研究室共同調査では「財政赤字は危機的水準であるので、国債発行を抑制すべきだ」との意見に「どちらかと言えば近い」と回答した[84]が、2017年の同調査では「国債は安定的に消化されており、財政赤字を心配する必要はない」との意見に「どちらかと言えば近い」に回答を変更[85]。2017年の毎日新聞アンケートでは幼児教育などの無償化の財源として適切なのは「国債」と回答[87]。
- 日本の環太平洋パートナーシップ協定（TPP）交渉について、2012年の毎日新聞アンケートで参加に「賛成」と回答[86]。
- 日本のカジノ解禁について、2014年の朝日・東大谷口研究室共同調査で「どちらかと言えば賛成」[84]、同年の毎日新聞アンケートで「賛成」と回答[88]。
- アベノミクスについて、2014年の神戸新聞のアンケートで「第一の矢、第二の矢については評価する。ただし、軌道修正が必要」と回答[92]。また、2017年の朝日・東大谷口研究室共同調査では「どちらかと言えば評価する」[85]、同年の毎日新聞アンケートでは「評価する」としている[87]。
- 経済的不平等について、2014年の朝日・東大谷口研究室共同調査で経済競争力向上と格差是正の優先度について「どちらとも言えない」と回答していた[84]が、2017年の同調査では「社会的格差が多少あっても経済競争力の向上を優先」に「どちらかと言えば近い」と回答[85]。
- 2014年の朝日・東大谷口研究室共同調査では、公共事業による雇用確保が必要との意見について「どちらかと言えば賛成」、法人税率の引き下げに「賛成」、国内産業保護か貿易自由化かは「どちらとも言えない」と回答[84]。
- 2017年の朝日・東大谷口研究室共同調査では、富裕層への課税強化について「どちらかと言えば賛成」と回答[85]。

### 労働・社会福祉
- 日本の年金について、2014年の第47回衆議院議員総選挙の街頭演説で「積み立て方式に変え、世代間格差をなくす」と主張[93]。年金の将来動向については2017年の毎日新聞アンケートで「給付水準が下がるのはやむをえない」と回答している[87]。
- 生活保護などのセーフティネットについて、2014年の神戸新聞アンケートで財政負担が拡大しても充実すべきかは「どちらともいえない」と回答[92]。
- 外国人労働者の受け入れについて、2014年と2017年の朝日・東大谷口研究室共同調査で「反対」と回答[84][85]。
- 働き方改革関連法案における高度プロフェッショナル制度の導入について2017年の毎日新聞アンケートで「賛成」と回答[87]。

### 選択的夫婦別姓
- 2014年の朝日・東大谷口研究室共同調査では、選択的夫婦別姓の導入について「どちらかと言えば反対」と回答[84]。
- 2017年の同調査では、選択的夫婦別姓の導入について「反対」と回答[85]。
- 2021年1月30日、杉田ら自民党国会議員有志50人は、47都道府県議会議長のうち同党所属の約40人に、選択的夫婦別姓の導入に賛同する意見書を採択しないよう求める文書を郵送した。地方議員や市民団体は、地方議会の独立性を脅かす行為だとして杉田らを批判した[94][95][96][97]。
- 選択的夫婦別姓・全国陳情アクション事務局の井田奈穂は選択的夫婦別姓に反対する杉田を「基本的に女性が家事や介護を担い、三歩下がってわきまえるという戦前の家族観をよしとしているのです。これは統一協会や日本会議の思想ともシンクロしていると感じます」と評している[98]。

### 原子力政策
- 日本の原子力発電所について、2012年の毎日新聞アンケートで2030年代に原発稼働を無くす政府の目標を「支持する」とした[86]一方、2014年と2017年の毎日新聞アンケートで原発は「必要」と回答[88][87]。2014年の朝日・東大谷口研究室共同調査では「将来も原子力発電は電力源のひとつとして保つべき」との意見に「どちらかと言えば近い」とした[84]が、2017年の同調査では「近い」に回答を変更し原子力発電の維持を明確化している[85]。
- 福島第一原子力発電所事故後停止した原発の再稼働について、2012年の朝日・東大谷口研究室共同調査で「定期検査で停止中の原子力発電所の運転再開はやむをえない」という意見に「反対」[83]、同年の毎日新聞アンケートで「新基準を満たした原発は再稼働すべき」[86]と回答。原子力規制委員会の審査に合格した原発の再稼働について2014年の朝日・東大谷口研究室共同調査では「どちらとも言えない」[84]、2017年の同調査では「賛成」と回答[85]。

### 選挙制度・政党
- 2012年の毎日新聞アンケートでは、衆議院の定数削減で望ましいのは「小選挙区、比例代表の両方を削減」、政権の望ましい枠組は「第3極など民主、自民以外の政党中心の政権」、選挙で当選した後に議員が所属政党を変更することについて「問題だ」、政党への企業・団体献金について「禁止すべきだ」と回答している[86]。
- 2014年の神戸新聞アンケートでは、議員の世襲を規制すべきかは「どちらともいえない」と回答[92]。
- 日本における外国人参政権について、2014年の朝日・東大谷口研究室共同調査で永住外国人の地方参政権を認めることに「反対」と回答[84]。
- 2017年の毎日新聞アンケートでは、衆議院選挙の一票の格差の是正について適切なのは「アダムズ方式など人口の少ない県に一定の配慮をした議席配分」、内閣総理大臣が自由に衆議院解散できることについて「問題ではない」としている[87]。
- 被選挙権年齢の引き下げに2017年の朝日・東大谷口研究室共同調査では、「反対」と回答[85]。

### 教育・育児
- 保育事業は「本来ならば家庭で保護者が子育てをする」という大前提の上で、何らかの理由で子供を保育することができない家庭を支援する施策です。片親であったり、病気やけがで育児ができない状態であったり、どうしても働かなければいけない理由がある家庭を税金を使って支援するものと主張していた[99]。
- 幼稚園や保育所から大学までの教育無償化について「反対」と回答[85]。
- 「ゼロ歳児に社会性なんてあり得ません!」と主張[100]。
- 新しい歴史教科書をつくる会で2017年から2020年まで理事を務めた[101][102][103][104]。
- シングルマザー（一人親家庭）については、配偶者による暴力が離婚の原因であっても「そんな男性を選んだのはあなた」などと主張している[105]。

### 保育所・待機児童問題
- 2016年に民進党の山尾志桜里が国会で紹介した「保育園落ちた日本死ね!!!」という匿名記事に対して「『保育園落ちた』ということは『あなたよりも必要度の高い人がいた』というだけのこと。言い換えれば『あなたは必要度が低いので自分で何とかしなさい』ということ」と発言。保育所を義務化すべきという世論に対して「旧ソ連崩壊後、弱体化したと思われていたコミンテルンが息を吹き返しつつあり、そのターゲットが日本になっている」などとし「日本を貶める勢力による陰謀、工作活動、世論操作」であると主張、保育所は「子供を家庭から引き離し、保育所などの施設で洗脳教育をする。旧ソ連が共産主義体制の中で取り組み、失敗したモデルを21世紀の日本で実践しようとしている」とも2016年にニュースサイトに投稿していたが、2022年11月30日の参院予算委員会で「事実として確認できず、不用意な発言だった」と撤回するとした[106]。
- ｢世の中に『待機児童』なんて一人もいない。子どもはみんなお母さんといたいもの。保育所なんか待ってない。待機してるのは預けたい親でしょ｣と主張[107]している。
- 2018年1月25日に杉田は自身の娘について「私はゼロ歳児クラス（実質は1歳）から保育所にあずけてました。」とツイッターに投稿した[自己 9]。

### 学童保育
- 「学童保育所は鍵っ子が可哀想だということで、共産党が主導してつくったサービス」であるとし、「”学童保育"は共産党用語であり、自治体では用いません」と主張[100]。

### LGBT
- 同性結婚を法律上認めることについて、2017年の朝日新聞・東京大学谷口将紀研究室共同調査（以下、朝日・東大谷口研究室共同調査）では「反対」と回答[85]。

### 女性差別・ジェンダー
- 女性差別の存在を否定し、男女平等は悪という主張のもと、｢女子差別撤廃条約｣｢男女共同参画社会基本法｣の撤廃、廃止を繰り返し主張している[107]。
- ｢私は、女性差別というのは存在していないと思うんです。女子差別撤廃条約には、日本の文化とか伝統を壊してでも男女平等にしましょうというようなことが書いてあって、これは本当に受け入れるべき条約なのか｣と主張している[107]。
- ｢日本は、男女の役割分担をきちんとした上で女性が大切にされ、世界で一番女性が輝いていた国です。女性が輝けなくなったのは、冷戦後、男女共同参画の名のもと、伝統や慣習を破壊するナンセンスな男女平等を目指してきたことに起因します。男女平等は、絶対に実現し得ない、反道徳の妄想です。男女共同参画基本法という悪法を廃止し、それに係る役職、部署を全廃することが、女性が輝く日本を取り戻す第一歩だと考えます｣と主張している[107]。
- この女性差別の存在の否定について、2022年11月30日の参院予算委員会では「日本には命に関わるひどい女性差別は存在しないという趣旨だ」と説明した[108]。

### 性犯罪、セクシュアル・ハラスメント
- 家族の形態について、2014年の朝日・東大谷口研究室共同調査では「夫婦と複数の子どもが揃っているのが家族の基本」との意見に「近い」[84]、2017年の同調査では「どちらかと言えば近い」と回答[85]。

### 部落問題
- 2017年4月4日、自身のtwitterで杉田は「同和利権をかざして怒鳴ったり、暴力を振るう人はたくさん見てきたが、同和を差別している一般人は今の世の中ほとんどいない。そういう意味では「同和問題」はある。」とコメントした[109]。

### その他
- 東日本大震災の復興予算の適用地域について、2012年の毎日新聞アンケートで「被災地に限定すべき」と回答[86]。
- 森友学園問題・加計学園問題について、2017年の朝日・東大谷口研究室共同調査では内閣の対応を「どちらかと言えば評価する」[85]、同年の毎日新聞アンケートでは内閣総理大臣の安倍晋三や関係機関の説明は「十分」と回答[87]。
- 女性宮家の創設について、2012年と2017年の毎日新聞アンケートで「反対」と回答[86][87]。
- 道徳教育について、2014年の朝日・東大谷口研究室共同調査で充実に「賛成」[84]、同年の毎日新聞アンケートで小中学校での実施に「賛成」と回答[88]。
- 「ドナルド・トランプ大統領を信頼できるか」との問いに対し、2017年の毎日新聞社のアンケートで「信頼できる」と回答[87]。
- 地方分権について、2014年の神戸新聞のインタビューで「国からの命令に地方が一律で従うという時代はもう終わっている」「地域活性化などは地方の創意工夫に任せるべき」と述べている[110]。
- 辺野古への移設となっている普天間基地移設問題に関し、「脱植民地」というのぼりが掲げられていることを意味が分からないと述べている。また、沖縄県を中国領土だと主張する中華民族琉球特別自治区準備委員会がマスコミに報道されていないことは報道しない自由の行使だとした[111]。
- 2023年11月、インターネット番組でアイヌ文化振興事業に公金不正流用疑惑があるとし、「公金チューチュー」と批判した[112]。後述の不祥事、「安倍派（清和政策研究会）から寄付された計1564万円が政治資金報告書に不記載」だったことが発覚すると、SNS上では《公金チューチュー議員はあなた。パーティー収入は公金じゃないとでも言いたいのか》《収支報告書に記載しない裏金をウン千万円も作りながら、国民に対して税金泥棒かのような差別発言。見事なダブスタ》《アイヌ文化事業は正式な手続きに則って申請する補助金。あなたは法律も手続きも無視して得た裏金。悪質なのはどちらなのか》といった批判が相次いだ[113]。
- 2023年11月、「在日特権は存在する」とX（旧Twitter）へ投稿した[114]。

## 不祥事・論争

### 政治資金パーティー収入の裏金問題
2023年12月1日、朝日新聞が、自民党5派閥の政治資金パーティーをめぐる問題で、清和政策研究会（安倍派）が、所属議員が販売ノルマを超えて集めた分の収入を裏金として議員側にキックバックする運用を組織的に続けてきた疑いがあるとスクープした。
この裏金問題に伴い、95名超の安倍派議員が政治資金収支報告書の訂正をする中、安倍派に所属していた杉田の資金管理団体「杉田水脈なでしこの会」は2024年1月31日に、2018～2020年と2022年に安倍派から寄付された計1564万円が不記載だったとして政治資金収支報告書の訂正を兵庫県選挙管理委員会に届けた。
記載漏れは2018年が340万円、2019年が352万円、2020年が318万円、2022年が554万円。2018、2019年分は収支報告書の保存期限が過ぎており、県公報の記載を訂正した。訂正した収支報告書の支出先は、スナック、カフェ、居酒屋、カレー屋、カラオケ喫茶、焼肉店、ダイニングバー、串焼き専門店、三越などだった。
2024年4月4日、自民党は党紀委員会を開き、安倍派と二階派の議員ら計39人の処分を決定。杉田については半年間の党役職停止とした。
同年5月14日、衆議院政治倫理審査会は、裏金事件に関与しながら同審査会で弁明していない自民党議員44人に出席と説明を求める野党の申立てを全会一致で可決した。同月17日、参議院政治倫理審査会も同様に、弁明していない議員29人に出席と説明を求める申立てを全会一致で可決した。杉田を含む関係議員73人は全員出席を拒否し、6月23日に通常国会は閉会した。
同年7月8日、東京地検特捜部は政治資金規正法違反の罪で告発されていた杉田を嫌疑不十分で不起訴処分とした。

### LGBTに関する寄稿
- 2015年7月2日、アルジャジーラのTwitterに「This Japanese lawmaker doesn't think LGBT people deserve social welfare because they're not “producing” children.」の記載と杉田が登場する動画が投稿が行われた[129]。
- 2015年、自身の公式ブログにて、LGBTの人々について「生産性のあるものと無いものを同列に扱うには無理があります。これも差別ではなく区別」と記載。また、「日本では基本的人権が保障されています。性別や年齢に関係ありません」とし、その上でLGBTの人たちが権利を主張することは「『LGBTの特権』を認めろ！という主張になります」 として、「普通の生活が保障されてもできない人の為の支援策は必要です。（障害者の方や病気の方の支援策など）それ以外は不要です」と記載した。最後に「この問題を含め、うまくいかないことがあれば国や行政になんとかして貰おうとする。そういう事例が噴出してきています」「性別とか性的嗜好に関わらず、自分の問題は自分で解決できる自立した人間を作るための努力を怠ってきた、戦後日本の弊害かもしれません」と締めくくっている[130]。
- 2018年8月「Business Insider Japan」は「なぜ杉田水脈議員は過激発言を繰り返し“出世”したのか──女性が女性を叩く構図は誰が作ったか」の記事を掲載。2016年11月号の『新潮45』で｢LGBTだからといって、実際そんなに差別されているものでしょうか｣｢LGBTのカップルのために税金を使うことに賛同が得られるものでしょうか。彼ら彼女らは子供を作らない、つまり『生産性』がないのです｣と述べたことについて「優生思想」に繋がる考えであると批判。立憲民主党の井戸正枝による「｢ポスト杉田水脈｣を生まないためにも、差別に｢NO｣と言い続けること、そして政界の構造的な問題も批判していく必要がある」という主張や、慰安婦支援団体（きぼうのたね）の理事を務める山口智美による｢最初は右派の中でも傍流だったのに、国会や国連で慰安婦問題などに取り組むうちに“歴史戦”を戦うジャンヌ・ダルクのような存在に。慰安婦を支援する側は女性が多かったので、『対抗するには女性を』という戦略が、政界にも右派論壇にもあったと思います。こうした役割を女性に担わせる男性たちがいて、彼女もそれを進んで引き受けたということでしょう。そして、杉田氏が過激なことを言えば言うほど出世していったという事実を、私たちは深刻に受け止めなければいけないと思います｣という見解が紹介された[107]。
- 「新潮45」2018年8月号に「LGBTのために税金を使うことに賛同が得られるものでしょうか。彼ら彼女らは子どもを作らない、つまり生産性がないのです」などと寄稿したことが批判を受けていると報じられた[131][132]。国内外の複数のマスメディアからも批判的に報道された。日本国外では米CNN[133]やアルジャジーラ[129]、英インデペンデント紙[134]、仏ル・モンド紙[135]など海外の有力メディアにも報道された。
- 上記の発言に関し、先輩議員から「間違ったこと言ってないんだから、胸張ってればいいよ」などと声をかけられたとし、「自民党の懐の深さを感じます」とツイッターに投稿したが、「ゲイだと名乗る人間」から殺害予告のメールが届いたとして赤坂署に被害届を提出し、関連するツイートを削除。その後、朝日新聞の取材には「コメントできない」と語った[131]。

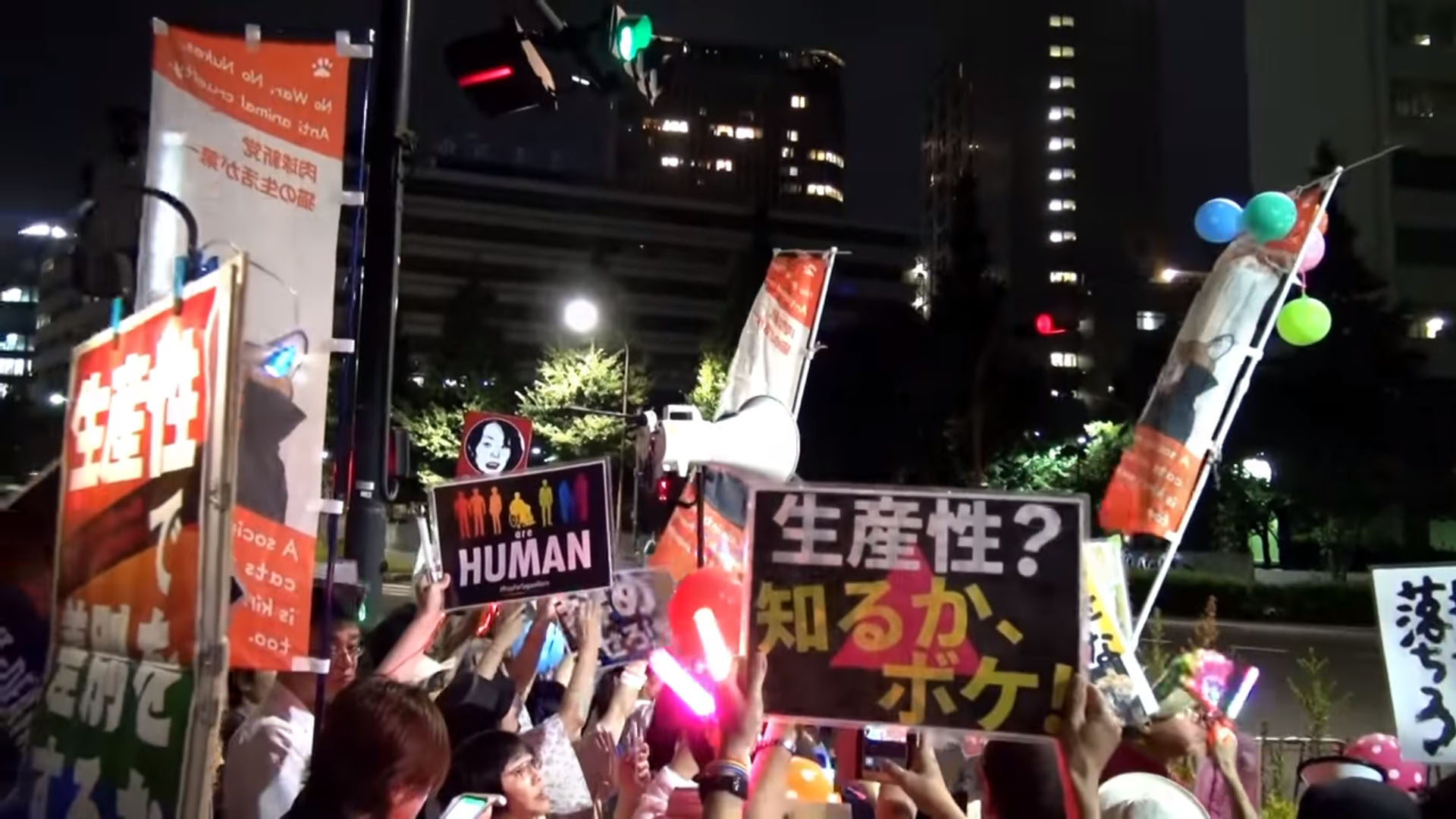
2018年7月27日のデモ

- 7月27日には杉田の議員辞職を求めるデモが千代田区の自民党本部の前で開催され、SNSなどを通じ約5,000人[136]の人々が参加、自民党本部の周囲の歩道がデモの参加者で埋め尽くされた[137][138][136][139]。
- 与党内では、自民党の石破茂[140]・稲田朋美[141]・小泉進次郎[142]・野田聖子[143]、公明党代表の山口那津男[144]らが杉田の寄稿内容を批判した。
- 2018年8月2日、自民党は、寄稿内容には問題への理解不足と関係者への配慮を欠く表現があったとして、杉田に指導をおこなったことを発表[145][146]。同日、報道陣から杉田の発言について問われた安倍晋三首相（自民党総裁）は、「人権が尊重され、多様性が尊重される社会を目指すのは当然」であり「政府・与党の方針でもある」との見解を述べた[145][146]。
- 「新潮45」の記事については、新潮社の看板に「あのヘイト本、」Yonda?とラクガキされる事件も発生した。(詳細はヘイト本#関連した事件)
- 2018年8月4日と同5日にJNNにより実施された世論調査によれば、一連の「杉田の考え」について「非常に問題がある」が52%、「ある程度問題がある」が31%、「あまり問題はない」が9%、「まったく問題ない」は3%であった[147]。同両日に実施された朝日新聞による世論調査では、杉田の発言や問題への「自民党の対応」についても「問題がある」が61%、「問題はない」が26%であった。自民支持層に限っても自民党の対応に「問題がある」が47%と「問題はない」の38%を上回った。また、全ての年代で自民党の対応に「問題がある」が過半数であった[148]。
- 2018年8月7日、杉田の発言や自民党の対応を巡り、難病患者の支援団体、障がいのある当事者団体などにより結成された「生きてく会」が抗議声明を発表。杉田の発言への抗議、また自民党、安倍首相に対して杉田の処分を求めた[149][150]。また、約1年前に発生した2017年7月に発生した相模原障害者施設殺傷事件のNHKの特設サイト「19のいのち」にも杉田らの主張への批判が相次いだ[149]。
- 2018年9月17日、安倍晋三自民党総裁（当時）は、出演したTBSテレビ『NEWS23』において、杉田が謝罪も撤回もせず、自民党が処分もしていないことについて司会者から問われ、「まだ若いですから」と擁護した[151]。51歳の杉田水脈を「若いから」と擁護したことについても、メディアや野党から批判が相次いだ[152][153][154]。
- 2018年9月18日、新潮社は、「新潮45」2018年10月号を発売。杉田寄稿への批判に対する回答として、「そんなにおかしいか『杉田水脈』論文」と題する特別企画を掲載、小川栄太郎ら7人が杉田の主張を擁護する趣旨の文章を寄稿した。特に小川の「LGBTは全くの性的嗜好」「LGBTを認めるなら痴漢の触る権利も保障すべき」といった趣旨の文章が多くの批判を招き、9月21日、新潮社の佐藤隆信社長は「あまりに常識を逸脱した偏見と認識不足に満ちた表現が見受けられた」との談話を発表した[155]。
- 2018年9月25日、新潮社は、一連の騒動を受け、「新潮45」の休刊と佐藤隆信社長と編集担当役員の2人を3カ月間、10%の減俸処分を発表。「新潮45」は事実上の廃刊となった[156]。休刊決定の理由として「部数低迷に直面し、試行錯誤の過程において編集上の無理が生じ、企画の厳密な吟味や十分な原稿チェックがおろそかになっていたことは否めない」などとした[157]。
- 10月26日までに寄稿内容について、差別する意図はないなどと書かれた文書を公開し釈明した。謝罪、撤回はなかった[158][159]。
- 2019年3月、アメリカ合衆国国務省は「国別人権状況報告書2018年版」(Country Reports on Human Rights Practices for 2018)の「性的指向と性自認に基づく暴力行為と差別、他の虐待」(Acts of Violence, Discrimination, and Other Abuses Based on Sexual Orientation and Gender Identity)という項目で杉田と新潮45の事例を紹介し「与党自民党（LDP）国会議員、杉田水脈は7月の雑誌記事で、LGBTQ[注 1]の人々は子供を生まないため「非生産的」であると主張。記事が発表された後、杉田と雑誌に対する大規模な反発の後、出版を中止した。これには障害者コミュニティや著名な作家によるものも含まれる。」と報告した[160][161]。
- 2019年4月16日、日刊ゲンダイは杉田は高円寺駅前に杉並区議会議員選挙の松浦威明候補の応援演説に現れたが、「生産性」問題を批判する人々から「帰れ」コールが起こるなど大混乱となったと報じた[162]。
- 2019年の10月には新潮45問題に触れて杉田に賛同し、LGBTを「病気」で「不当要求」をしていると認定する趣旨の書籍が東京都の私立学校である三田国際学園中学校・高等学校の学園長の名前で出版された[163][164]。
- 2022年10月27日、衆議院の総務委員会で野党議員が杉田に対して、2018年7月の新潮45の寄稿記事に対して謝罪を求めたが、杉田はこれを拒み[165]、同年11月9日の参院政治倫理確立・選挙制度特別委員会でれいわ新選組の天畠大輔に「生産性がない者は行政の支援に値しないと断ずる発言に、重度障害を持つ当事者として恐怖を覚えた」と批判され、撤回と謝罪を求められたがまた拒んだ[166][167]。
- 2022年12月2日の参院予算委員会で、松本剛明総務大臣の指示により、過去に月刊誌で同性カップルは子供を作らず「生産性がない」と評したことについて、撤回と当事者らに謝罪することを表明した[32][168]。しかし、性的少数者の当事者団体「北海道LGBTネットワーク」の桑木昭嗣代表は「（月刊誌の記述から）4年もたち、総務相に言われてようやく謝るなんて。全く誠意を感じない」「発言の真意が明かされていないことも問題だ。可能なら杉田氏には今すぐ議員を辞めてもらいたい」と語った[169]。同じく、北海道の「日本軍「慰安婦」問題の解決をめざす北海道の会」も「杉田政務官の長年にわたる発言が「慰安婦」被害者だけではなくアイヌ・在日コリアン・外国籍住民・性暴力被害者・LGBT・経済的弱者など多くの人々の人権を蹂躙し、差別を扇動するヘイトスピーチであることに強い憤りをもっている」と岸田総理大臣に即時罷免を要求する抗議文を提出[170]。
- 2022年12月24日、日本軍「慰安婦」問題解決全国行動が、杉田の発言をヘイトスピーチとし、大臣職からの即時更迭と日本軍慰安婦問題解決を求める抗議文を岸田総理大臣に提出[171]。

### 野党議員と小競り合い
- 2019年2月12日の予算委員会で、野党の質疑中、応援席にいた野党議員に「あっち行って!」などと怒鳴り口論となった。その野党議員は、以前杉田が在籍していた政党の議員であったという[172]。

### フリージャーナリスト伊藤詩織からの訴訟
- 2018年6月28日、イギリス公共放送BBCは、フリージャーナリスト伊藤詩織が、元TBSワシントン支局長の山口敬之に対して、準強姦被害を訴えた事件に関して、報道番組「Japan's Secret Shame（日本の秘められた恥）」を放映し、性的暴行をめぐる日本の刑事法制・捜査手法・政府の対策などの問題を取り上げると共に、本人や家族を非難するインターネット上の世論も紹介した[173]。
- 杉田は上記BBCの番組について後に伊藤に関するBBCの報道は自らの発言を切り取られるなど印象操作をされたと主張[174]。
- 2019年12月18日、民事裁判での伊藤の勝訴後の同月20日、ハフィントンポストの取材に対し「彼女を貶める意図は全くなかった」「表現に関する拙さがあった」などと説明したが、謝罪などの意思表明はなかった[175]。
- 同インタビューにおいて、はすみとしこの描いた伊藤を揶揄する漫画について笑いながら賛同するような動画が公開されたが、杉田は「実はイラストの内容に対する賛同や揶揄ではない」「その間に別の話が挟まっていたと記憶しています」とし伊藤を揶揄するイラストへ賛同したことは誤解であると否定し「BBCの番組では、そういう風に見えるような編集になってしまった」と主張[175]。
- 2020年8月20日、伊藤は杉田がTwitter上で伊藤を中傷する多数のツイートに対し賛同を意味する「いいね」を押し、それらの中傷するツイートを拡散されたことにより心情を傷つけられたとして、杉田に対し220万円の損害賠償を求める訴えを東京地方裁判所に起こした[176]。2022年3月25日、東京地裁は「いいね」を押す行為は原則として違法と評価できないとし、請求を棄却したが[177]、10月20日、東京高等裁判所での控訴審は、請求を退けた一審判決を変更し、杉田に55万円の支払いを命じた[28]。11月2日、判決を不服として上告[178]したが、2024年2月8日、最高裁判所第1小法廷は上告を棄却した[179]。

### 選択的夫婦別姓に対するヤジ
- 2020年1月22日、衆院代表質問で国民民主党の玉木雄一郎代表が「速やかに選択的夫婦別姓を実現させるべきだ」と述べた際に「それなら結婚しなくていい」とヤジを飛ばしたと野党から指摘された。その後杉田は玉木に対し、「玉木氏がひどいことをいうから（ヤジを飛ばした）」などと述べたとされ、野党側は衆院議長に発言の特定と撤回を促すよう要請した[180]。

### 「女性はいくらでもウソをつける」と発言
2020年9月25日、自民党の内閣第一部会などの合同会議で、杉田が女性への暴力や性犯罪に関し「女性はいくらでもうそをつけますから」と発言した、と共同通信が報じた。本人は否定したが、共同通信の取材に対し、複数の会議出席者が発言があったことを認めた。
杉田は26日のブログでも発言を否定していたが、30日に党政調会長の下村博文より丁寧な説明を行うよう口頭注意を受けた。取材陣に対し、「ブログでご説明します」と言い、会見を事実上拒否した。翌10月1日付のブログで、「慰安婦関係の民間団体の女性代表者の資金流用問題の例をあげて、なにごとも聖域視することなく議論すべきだと述べる中で、ご指摘の発言があったことを確認しました」と謝罪し、「女性を蔑視する意図はまったくございません」と述べた。

#### 杉田への批判
杉田の発言は与野党から批判を受けた。野党側では、日本共産党が杉田の議員辞職を要求し、立憲民主党国対委員長の安住淳は、自民党は杉田の離党を促すべきと述べた。与党側でも、五輪担当相の橋本聖子が、「非常に残念だ。党として適切な措置がされていくべきではないか」と述べ、自民党参議院幹事長の世耕弘成は、杉田の発言は党の方針と全く相いれないものであるとし、杉田が下村から注意を受けたことなどにも触れ「今回が最後だ。彼女は何回も繰り返している。次あった場合は、参院として厳しく物申していかなければいけない」と述べた。

#### 杉田への擁護
一方、『WiLL』編集部は、杉田の発言は「10歳で慰安婦にされたなど、明らかに嘘だと客観的に証明できる嘘、こうした女性はいくらでも嘘をつける」といったものであると主張し、共同通信をはじめとするマスコミは、文の前後の繋がりの言葉を無くし意図的に一部分だけを切り取り、杉田が女性全般について発言したかのように報道していると批判した。参政党の篠原常一郎と神谷宗幣も同様にメディアの手法を批判し、本来は非公開の自由な意見交換の場での一部分を恣意的に抜き取り政治家の自由闊達な議論を抑圧し萎縮させる動きがあるとの懸念を示した。フジテレビ上席解説委員の平井文夫も、「この発言（女性はいくらでもうそ）にも関係ありますが、韓国の慰安婦問題は民間団体がやっていて、色々問題があって、最近（寄付金の）不正流用があって捜査が入っていますが、やはり女性の性暴力についてやるのは民間ではなく国が、警察が介入すべきと彼女はずっと言っている。今回もその流れで言っちゃったらしい」との見解を示した。政治学者の岩田温は、杉田のブログにおける釈明内容について、事実であれば女性蔑視発言などといわれる筋合いはないとしつつも、（杉田自身が「全くの別問題」とし、岩田自身の見解も、日本との「和解」に全く無関心な人々が「反日」の象徴として利用している面が強い事案である）韓国の慰安婦問題と、女性への性犯罪の問題を同列に並べて論じたのは見当違いと言わざるを得ないと評した。

#### 杉田への抗議署名
同年10月13日には性暴力に抗議するデモの主催者らが自民党本部を訪れ、杉田の謝罪と発言の撤回および議員辞職を求めるウェブ署名約13万6000筆を提出しようとしたが、党側は「事前にアポイントメントがない」「署名受け取りの前例がない」などとして署名の受け取りを拒否した。一方、「人権侵害発言を繰り返す杉田氏のような議員を候補者にしないなどの措置をとってほしい」などとする要望書については受け取った。
杉田は署名が集まったことに対し、「ブログに書いてある以上はコメントできない。こういう形での説明は党と相談し、指導をいただきながらやっている」と述べた。
また、「公的発言におけるジェンダー差別を許さない会」（三浦まり、千田有紀らが主催）は同発言を「ジェンダーに関する問題ある公的発言ワースト投票2021」に選出。BUSINESS INSIDER JAPANによって「自民党議員が4年連続でワーストという結果」と報じられた。同誌は山口智美による杉田への見解を以下の内容で掲載している。

### 国連女性差別撤廃委員会に参加したアイヌ民族などに対するブログ・SNS投稿
- 2016年2月15日から3月4日にかけてスイスのジュネーヴで国連女性差別撤廃委員会が開催された。同委員会に参加した杉田は2月17日、この時の様子について『日本国の恥晒し』と題するブログをアップした。審査会場で傍聴に来たアイヌの民族衣装やチマチョゴリ姿の女性たち、糸数慶子参議院議員らを無断で撮影し、NGOの女性たちから撮影を断られたにもかかわらず、無許可で写真をブログに掲載。「ハッキリ言って“小汚い”なんでこんなにきたない人ばっかりで集団を作れるのか不思議」「チマチョゴリやアイヌの民族衣装のコスプレおばさんまで登場。完全に品格に問題があります」「目の前に敵がいる！大量の左翼軍団」などと記した。また、参加者の記者会見を聞こうと近づこうとしたところ、大勢に囲まれ「こっちに来ないでください」と繰り返し言われたとし「同じ空気を吸っているだけでも気分が悪くなる」と書き記した[199][200][201][202]。
- このブログ記事に関し、アイヌ民族関係者は「アイヌ民族をおとしめるヘイトスピーチそのものだ。文面を見るのも気持ち悪い」と述べ、北大アイヌ・先住民研究センター長の「発言の撤回がなく、この考え方のままであれば、アイヌ政策を担当する総務政務官にはふさわしくない。岸田文雄首相の任命責任は大きい」とのコメントが報道された[203]。
- 2022年12月2日、松本剛明総務大臣からの指示により、杉田は参議院予算委員会で「チマチョゴリやアイヌの民族衣装のコスプレおばさん」とブログに書いたことに対して、撤回と当事者らに謝罪することを表明した[32][168][204]。
- 日刊ゲンダイは、Twitterへの書き込みが削除されていないのは確信犯だと報道[204]、北海道の関係者には「謝罪になっていない」との批判もあり、札幌アイヌ協会の多原良子は「政府の要職にある人がこんな人権感覚を持っているとは本当に恐ろしい。杉田氏の更迭を拒む政府・与党も、人権と差別について学び、意識を改めるべきだ」と語った[169]。
- 2023年9月19日、多原良子他札幌アイヌ協会の会員2人が、上記の国連女性差別撤廃委員会を杉田が写真付きで書いたブログやフェイスブックの投稿と様子を撮影したTwitter（現X）の投稿計3件で中傷を行ったとして同年3月に札幌法務局に人権救済を申し立て、同年9月7日に杉田に「人権侵犯の事実があった」と認定し「アイヌ文化を学び、発言に注意すること」と口頭で伝え、人権尊重を働きかける「啓発」を行ったと報道された[205][206][207]。同年同月15日に報告を受けた多原によると、杉田がブログやSNSの投稿は削除していることから、捜査機関への告発等の「措置」を取ることについては「猶予」となったと話し[205]、取材に対しては「政治家が人権侵害することは考えられない。きちんと人権について学んでほしい」[206]「公的機関が人権侵害だと認めてくれたのは大きな一歩。差別の抑制などにつながってほしい」と話した[207]。同月26日、茂木敏充幹事長は記者会見で「投稿は残念だ。差別は決してあってはならない」とし、次期衆院選での公認については「資質などを踏まえて判断したい」と述べた[208]。
- 同年10月19日、大阪府の在日コリアンの女性たちが同年2月に上記の同じ投稿が差別的なヘイトスピーチだと被害を大阪法務局に申告したところ、先月に杉田に人権侵犯があったと認定し啓発をしていたことが報道され、その説明を受けた女性は「安堵しています。ヘイトスピーチの歯止めになればと思います」と話した[209]。この問題では人権侵犯の認定に際し、本来は申告者からの相談を受けた全国の法務局が、申告者と人権侵害を行った側の双方に聴取をした上で関係法令などを基に人権侵害の有無を判断する必要があったにもかかわらず、杉田に対しては法務局が聴取を行わず、一方的に人権侵犯の認定をしたことを法務省が問題視し、投稿者への聴取の機会を設けるよう通知を出していたことが報じられている[210]。

## 評価
- 政治学者の岡野八代は「杉田氏は2017年に自民党に入る前から、国連人権委員会の“女子差別撤廃委員会”に出席し、『日本軍による慰安婦の強制連行はなかった』などの発言をしていました。こうした発言が安倍元首相に気に入られ、杉田氏とは縁もゆかりもない安倍元首相のお膝元である比例中国ブロックで出馬。比例名簿の上位に据えられ、”特別枠”で当選を重ねてきた」と述べ、国民から直接信任を得て当選していないことを指摘している[98]。
- 渡辺喜美（元みんなの党代表）は、かつて杉田を政界に誘った「恩人」とされるが、近年の過激で差別的な発言については「炎上商法的なエセ保守」と厳しく批判している[211]。
- 木村三浩（一水会代表）は、杉田の発言には日本人の寛容さという美徳が感じられないと批判し、「票やバッジのために外国人や少数者を攻撃する政治家が与野党問わず増えている」と指摘。「自民党はいっそ極右を目指して日本排外党と改名したらどうか」と述べ、政治倫理の崩壊を批判している[211]。
- 牟田和恵（大阪大学名誉教授）は、杉田によるフェミニズム研究への「研究費の不正使用」などの根拠なき中傷について、学問への政治介入であり、倫理の底が抜けていると批判している[211]。
- 岡野八代（同志社大学教授）は、「杉田の特徴はマイノリティーが生きていく権利を嘲笑し、蔑むこと。政治は弱い立場の人のためにあるはずだが、弱者が逆に追い詰められている」と指摘[212]。慰安婦問題やジェンダー研究への誹謗中傷は、研究者生命を脅かす重大な名誉毀損にあたると批判している[213][214]。
- 明戸隆浩（大阪公立大学准教授）は、杉田が影響力のある立場で差別的言動や差別を扇動を繰り返し、公的な立場の国会議員でありながら差別を助長している点を問題視している。また、法務局による人権侵犯認定を否定していることについても、認定の事実を覆すものではなく、責任逃れであると批判している[215]。
- ジャーナリストの安田浩一は、杉田の差別的な言動や人権侵犯認定に対して、それを容認し傍観する自民党や社会自体が差別を助長していると批判している[216]。
- 研究者や市民団体は、杉田が議員の立場を利用し、アイヌ民族や在日コリアン、性的少数者などへのヘイトスピーチを繰り返してきたとして、「人権侵害の常習犯であり議員にふさわしくない」とする共同声明を発表し、自民党に対して公認の見直しを求めている。呼びかけ人の前田朗（東京造形大学名誉教授）は、杉田の言動が多くの被害者を生み、社会に深刻な悪影響を与えていると批判し、評論家の佐高信は選挙の争点として「差別か反差別か」が問われており、自民党が差別政党になっていると指摘している[217]。
- 遠藤乾（東京大学教授）は、「最も罪深いのは杉田氏のような女性を選挙では比例順位の上位に載せて利用していることだ。杉田氏に政治家の資格はない。そういった存在を自民党が認めていることそのものが大変な問題」と批判している[212]。
- 石破茂首相は、杉田の差別的発言について「とても賛成し得ない。強烈な違和感を持っている」と述べた一方、自民党による2025年参院選比例での公認については「有権者に判断いただく」として、撤回は行わない方針を示した[218][219]。

## その他

### ツイッター上での脅迫被害と警察の対応
- 2018年2月、Twitter上で杉田の娘の写真を探していたと名乗る者が「杉田水脈さん。明日にでも国会議員をやめて頂けないでしょうか」「報復措置として貴方の娘さんに被害が被るかもしれませんよ」との書き込みをし、この書き込みを見た人が警察に通報し、警視庁が杉田の家族の安否確認を行った。この脅迫行為に関し杉田は「毅然とした態度で臨む」と語り、警視庁赤坂署が脅迫などの容疑を視野に捜査を始め[220][221]、2018年3月7日、ツイッター上で脅迫を行った男が逮捕された[222]。
- 2018年7月23日、「自分はゲイだと名乗る人間」から杉田の事務所に、「お前を殺してやる!絶対に殺してやる!」と書かれたメールが届いたことをツイッターで明かした[223]。
- 2022年8月25日、杉田の事務所に「安倍晋三の次はお前だ」と脅迫する文書が届いていたことが、分かった。受け取ったのは15日で、北海道から送られたとみられる[224]。
- 2022年12月10日、杉田の事務所に「せいぜい背後気つけとけ」「○○（安倍晋三銃撃事件の犯人の名字）の仇打ち代表」などと脅迫する文面のはがきが届いていたことが、分かった。差出人は「○○（安倍晋三銃撃事件の犯人の名字）の仇打ち代表」を名乗り、はがきには「過去に書いた全てを撤回して、心から詫び入れんかい／できんのやったら、唯かの後を追うことになるぞ／せいぜい背後気つけとけ」（原文ママ）などと書かれていた[225]。

### 殺害示唆被害
2025年7月9日、5ちゃんねる嫌儲板に第27回参議院議員通常選挙の自民党公認候補の杉田と西田昌司の殺害を示唆する投稿が行われた。7月10日、この投稿についての情報提供が杉田のホームページあり、杉田は山口警察署に被害届を提出した。7月11日、埼玉県警察は同県朝霞市の会社員の男（34歳）を公職選挙法違反の疑いで逮捕した。男は「やったことに間違いありません。憂さ晴らしだった」と容疑を認めている。県警によると、この事件は参院選公示後、公職選挙法違反で検挙された全国初の事件となった。

## 所属団体・議員連盟
- 日本ウイグル国会議員連盟
- 最新型原子力リプレース推進議員連盟
- 神道政治連盟国会議員懇談会[230]
- 日本の尊厳と国益を護る会（幹事）[231]
- 日本クルド友好議員連盟（副幹事長）[232]
- 日本の未来を考える勉強会[233]
- 人権外交を超党派で考える議員連盟 [234]
- 全ての女性の安心・安全と女子スポーツの公平性を守る議員連盟[235]

## 著書

### 単著
- 『なでしこ復活 : 女性政治家ができること』青林堂〈SEIRINDO BOOKS〉、2014年5月。ISBN 978-4-7926-0494-3。
- 『慰安婦像を世界中に建てる日本人たち : 西早稲田発→国連経由→世界―』産経新聞出版、2017年3月。ISBN 978-4819113007。
- 『なぜ私は左翼と戦うのか』青林堂、2017年4月。ISBN 4792605865。
- 『韓国人の皆さん「強制連行された」で本当にいいの？』育鵬社、2017年10月。ISBN 978-4594078256。
- 『杉田水脈の逆襲』青林堂、2025年3月。ISBN 978-4792607814。
- 『叩かれても　叩かれても』飛鳥新社、2025年5月。ISBN 978-4868010876。

### 共著
- 倉山満『日本人が誇るべき《日本の近現代史》 : 胸を張って子ども世代に引き継ぎたい』ヒカルランド〈Knock-the-knowing ; 017〉、2015年12月。ISBN 978-4864713313。
- 倉山満、杉田水脈 著、チャンネルくらら 編『日本の軍閥 : みんなで学ぼう』青林堂、2015年6月25日。ISBN 978-4792605230。
- 藤岡信勝 編著『国連が世界に広めた「慰安婦=性奴隷」の嘘 : ジュネーブ国連派遣団報告』自由社、2016年5月。ISBN 978-4915237928。
- 河添恵子『「歴史戦」はオンナの闘い』PHP研究所、2016年7月。ISBN 978-4569827988。
- マイケル・ヨン、高橋史朗、西岡力、徳永信一、山岡鉄秀『「慰安婦」謀略戦に立ち向かえ! : 日本の子供たちを誰が守るのか?』明成社、2017年5月。ISBN 978-4905410423。
- 倉山満、千葉麗子『悲しいサヨクにご用心! : 「あさま山荘」は終わっていない』ビジネス社、2017年9月。ISBN 978-4828419749。
- 山本優美子『女性だからこそ解決できる慰安婦問題 : 二人の女性リーダーが熱く語る』自由社、2017年12月。ISBN 978-4908979064。
- 小川榮太郎『民主主義の敵』青林堂、2018年7月。ISBN 978-4792606282。

## 出演

### テレビ
- 朝まで生テレビ!（テレビ朝日） - 2016年9月30日
- 真相深入り!虎ノ門ニュース(DHCシアター） - 2015年10月20日、2016年4月19日、6月10日、9月13日、9月27日、2017年5月11日（skype参加）、5月30日
- 放言BARリークス〜酒と政治とおカネと女〜(DHCシアター) - 2016年12月17日、24日
- Front Japan 桜（日本文化チャンネル桜） - 2016年4月 -
- 杉田水脈の男どき女どき（日本文化チャンネル桜）
- カツヤマサヒコSHOW（サンテレビ） - 2017年3月4日

### インターネット映像配信
- みのもんたのよるバズ!（AbemaNews） - 2017年12月23日
- 日本の病巣を斬る!（文化人放送局）※MC

### ドキュメンタリー映画
- 主戦場（2019年）
- 教育と愛国（2022年）

## 連載
- 産経新聞「杉田水脈のなでしこレポート」（2014年4月[236] - 、月1回連載）
- ジャパニズム「なでしこ復活」（2015年2月 - ）

## 選挙歴
| 当落 | 選挙                     | 執行日         | 年齢 | 選挙区   | 政党         | 得票数    | 得票率 | 定数 | 得票順位 /候補者数 | 政党内比例順位 /政党当選者数 |
| ---- | ------------------------ | -------------- | ---- | -------- | ------------ | --------- | ------ | ---- | ------------------ | ---------------------------- |
| 比当 | 第46回衆議院議員総選挙   | 2012年12月16日 | 45   | 兵庫6区  | 日本維新の会 | 7万9187票 | 28.55  | 1    | 2/5                | 10/10                        |
| 落   | 第47回衆議院議員総選挙   | 2014年12月14日 | 47   | 兵庫6区  | 次世代の党   | 2万4877票 | 10.46  | 1    | 4/4                | 3/0                          |
| 当   | 第48回衆議院議員総選挙   | 2017年10月22日 | 50   | 比例中国 | 自由民主党   |           |        | 11   | /                  | 2/5                          |
| 当   | 第49回衆議院議員総選挙   | 2021年10月31日 | 54   | 比例中国 | 自由民主党   |           |        | 11   | /                  | 5/6                          |
| 落   | 第27回参議院議員通常選挙 | 2025年07月20日 | 58   | 比例区   | 自由民主党   | 7万7040票 |        | 11   | 23/31              | 23/12                        |